# 吉爾德里斯·蒂特尼斯
吉爾德里斯·蒂特尼斯（1989年7月21日—）是一位立陶宛游泳運動員。他擅長蛙泳項目。在2009年世界長池錦標賽上，他獲得了200米蛙泳項目的銅牌。